# Gavino Ledda
Gavino Ledda (* 30. Dezember 1938 in Siligo, Provinz Sassari, Sardinien) ist ein italienischer Schriftsteller.

## Leben

### Kindheit
Mit 6 Jahren wurde Gavino als Erstgeborener nach nur wenigen Wochen aus der Grundschule geholt und von seinem patriarchalischen Vater zum Hüten der Schafe auf den Weiden der Familie in Baddevrústana gezwungen. Später holte der Vater die ganze Familie in die Hütte auf der Schafweide, und da nun auch der Bruder zum Schafehüten eingesetzt wurde, musste Gavino nebenbei noch alle nur erdenklichen anderen harten, landwirtschaftlichen Tätigkeiten verrichten. Mit 18 Jahren wollte er, wie fast alle jungen Leute, aus dem Dorf auswandern, sein Vater hatte aber die Unterschrift verweigert, so dass der noch Minderjährige zum Bleiben gezwungen war.

### Die Armee als erste Loslösung von der Herrschaft des Vaters
1958 (mit 19 Jahren) meldete er sich zum Militärdienst und holte dafür noch schnell die Prüfung der fünften Grundschulklasse nach, die man ihn auch bestehen ließ, da das Militär so viele kräftige junge Männer wie möglich brauchte. Beim Militärdienst auf dem Festland war er wegen seiner schlechten Italienisch-Kenntnisse und der miserablen Schulbildung stets ein Außenseiter. Aufgrund einer falschen Angabe bei der Musterung kam er nach Cecchignola zur Ausbildung als Radiotechniker, wo er von den Anforderungen auf naturwissenschaftlichem Bereich vollkommen überfordert war. Ein anderer Schüler half ihm aber, und mit seinem unstillbaren Wissensdrang schaffte er es, die Prüfungen der Radiotechnik zu bestehen. Danach absolvierte er einen Unteroffizierslehrgang. Als Nächstes lernte er in der Kaserne in Rieti für die Prüfung der dritten Mittelschulklasse, die er 1961 in Pisa bestand. Im Mai 1962 unterschrieb er seinen Abschied von der Armee, da er nicht „Henker jener Gesellschaft“ sein wollte, „die gegen die Armen und Hirten steht“. Nun kehrte er nach Siligo zurück, wo er mit seinem Vater ständig im Streit lag, da dieser den angestrebten Weg des Lernens mit Faulheit und Drückebergertum gleichsetzte.

### Weitere Ausbildung
Daher entschied er sich, erneut aufs italienische Festland zu gehen, um sich in Salerno an einem Internat einzuschreiben, wo er gleichzeitig als Erzieher tätig war, um die Kosten relativ gering zu halten. Wegen der schlechten Ernährung bekam er ein Zwölffingerdarm-Geschwür und beschloss, sich in Siligo davon zu kurieren, was nach einigen Monaten auch gelang. Im nächsten Jahr bestand er die Prüfung für die Oberklassen des Humanistischen Azuni-Gymnasiums in Sassari, obwohl er sich nur autodidaktisch darauf vorbereitet hatte. Danach arbeitete Ledda wieder in Siligo in der Landwirtschaft mit. Ab dem 1. Oktober 1963 fuhr er täglich ins Azuni-Gymnasium nach Sassari und bestand dort 1964 die Reifeprüfung mit einem Durchschnitt von 8 von max. 10 Punkten. Im Semester 1965/1966 begann er ein Philologie-Studium in Rom.

### Akademische Laufbahn
1969 schaffte er seine Promotion an der Universität Rom. Ab 1970 arbeitete er an der Accademia della Crusca (Gesellschaft zur Pflege der italienischen Sprache) mit Giacomo Devoto zusammen. Ab 1971 war er als Assistent für romanische Philologie und sardische Linguistik an der Universität Cagliari tätig. Bis 1978 hatte er eine Anstellung als Linguist an der Universität Cagliari und danach in Sassari.

### Freischaffende Tätigkeit auf dem weiteren Lebensweg
Nach seinem durchschlagenden Erfolg mit seiner Autobiographie war Ledda unter anderem noch Autor, Regisseur und Darsteller im Film Ybris (1984), der ebenfalls einen Ausschnitt aus seinem Leben zeigt.
Später zog Ledda wieder in sein Heimatdorf Siligo, wo er als freier Schriftsteller und Bauer in einem Haus in der Via Vittorio Emanuele lebt.
Im Oktober 2005 beantragte Ledda bei den örtlichen Behörden den Schutz des Monte Santo oberhalb von Baddevrústana, dem Weideland seiner Kindheit, da dort ein nicht genehmigter Steinbruch geplant war. Am 17. Dezember desselben Jahres wurden am Abend 9 Schüsse auf sein Haus abgefeuert, die den Türflügel durchbohrten und eine Vitrine im Korridor zerstörten. Ledda, der gerade vor seinem Kamin die Nachrichten schaute, wurde nicht verletzt. Er ließ verlauten, dass er sich davon nicht einschüchtern lasse, da er an die Gerechtigkeit glaube, die Natur liebe und darum bitte, respektiert zu werden. Es gelang ihm schließlich, dass das Bergbauprojekt durch die Behörde gestoppt wurde.
2006 gewann Gavino Ledda den Premio Nonino in der Kategorie Literatur. Der seit 1977 vergebene Preis wird an Werke verliehen, die vom ländlichen Leben und der ländlichen Kultur erzählen. Die Prämierung erfolgte am 28. Januar 2006.
Seit einigen Jahren arbeitet Ledda an einer Erzählung mit dem Titel „Die Gangart der Natur“. Außerdem plant er eine Erzählung mit dem Titel „Il tempo del minore“, die das Problem der Kinder, die durch den Zwang zur Arbeit um ihre Kindheit gebracht wurden, allgemeiner betrachten soll.

## Werke

### Padre Padrone
Seit dem Sommer 1970 schrieb Gavino Ledda an Entwürfen seiner Autobiographie, von 1972 bis 1974 arbeitete er an der endgültigen Fassung der Erzählung.
1975 wurde der erste Teil seiner Autobiografie unter dem Titel Padre Padrone bei Feltrinelli veröffentlicht. Das Buch beschreibt seinen Lebensabschnitt von 1944 bis 1962. Der Roman wurde noch 1975 mit dem angesehenen Literaturpreis Premio Viareggio ausgezeichnet, verkaufte sich in Italien mehr als 1,5 Millionen Mal und wurde in 40 Sprachen übersetzt – 1978 erschien er als Mein Vater, mein Herr auf Deutsch. Die Verfilmung des Buches von den Brüdern Vittorio und Paolo Taviani gewann 1977 die Goldene Palme in Cannes.
Das Buch markierte einen Wendepunkt in der Geschichte der sardischen Erzählungen – mit Ausnahme von Grazia Deledda gibt es keinen sardischen Autor, der so viel weltweit gelesen wurde.

### Lingua di falce
1977 erschien bei Feltrinelli die Fortsetzung Lingua di falce, die 1980 als Die Sprache der Sichel ins Deutsche übersetzt wurde.
In diesem Buch ist die erzählte Zeit weniger lang (nur von 1962 bis 1966), dafür bringt Ledda mehr sozialkritische Betrachtungen ein und gibt viele sardische Geschichten wieder, die er im Dorf erzählt bekommen hatte.

### Weitere Werke
- In seinem avantgardistischen autobiographischen Film Ybris (1984) spielt sich Gavino Ledda selbst. Der Film wurde mit dem Premio cinema nuovo ausgezeichnet.[2]
- Poesiesammlung Aurum Tellus (Scheiwiller 1991)
- Novelle I cimenti dell'agnello (Scheiwiller 1995)